# 鄭賽賽

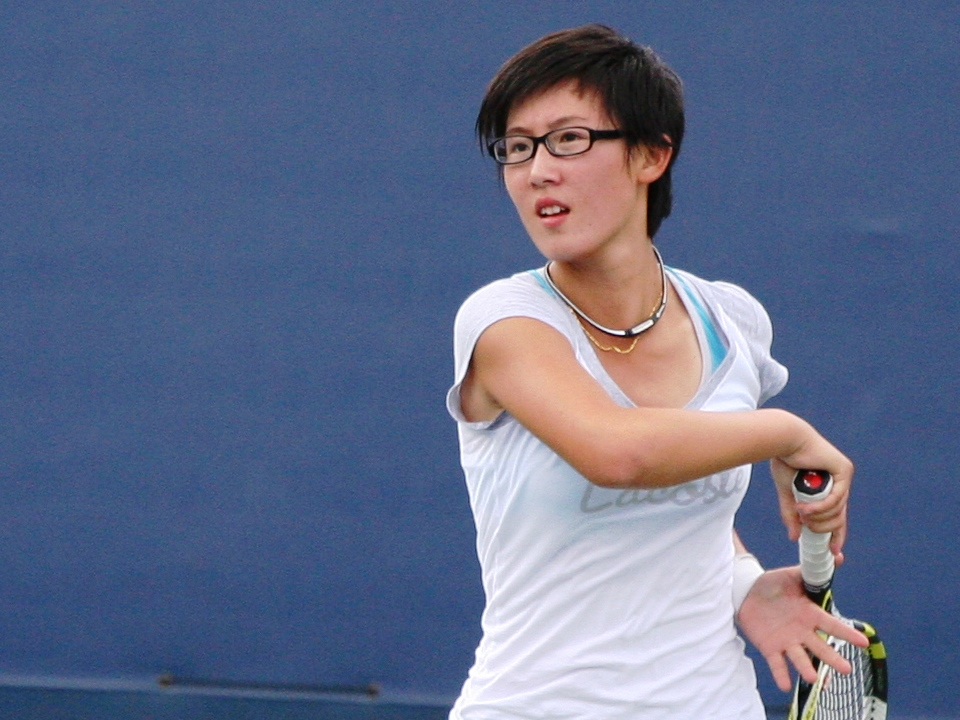
鄭賽賽

鄭賽賽（1994年2月5日—), 是來自陕西西安的網球運動員。郑赛赛是漢藏混血，藏語名索典卓玛，她的父親索南加樂生前為西安交通大學教授，著名繼電保護專家. 
由于她的速度快和防守强大鄭賽賽被称为美洲虎。
從8歲開始走在體制外，父親在她上初二時同意她將打網球作爲職業。2008年簽約馬偉開（鄭潔的教練）的團隊，馬偉開認爲鄭賽賽「比較有自己的思想」、「想知道更多的信息」。鄭賽賽右手握拍，2014年5月5日的世界排名升至個人新高的第127位。
2016年8月，郑赛赛代表中国出战巴西里约热内卢举行的奥林匹克运动会网球比赛女子单打和女子双打赛事。在女子单打第一轮中，郑赛赛以6-4，7-5的比分拿下4号种子、阿格涅什卡·拉德万斯卡晋级。她和徐一幡搭档的女子双打。
2019年8月5日，鄭賽賽在2019年WTA圣何塞顶级赛上摘得生涯WTA女单第一冠。